# 에이모스 스트렁크
에이모스 에런 스트렁크(Amos Aaron Strunk, 1889년 1월 22일 ~ 1979년 7월 22일)는 미국의 전 프로 야구 선수로, 1900년대에서 1920년대까지 메이저 리그 베이스볼(MLB)에서 외야수로 활약했다. 우투우타였으며, 통산 17시즌 동안 필라델피아 애슬레틱스, 보스턴 레드삭스, 시카고 화이트삭스에서 뛰었다. 선수 시절 발이 빨라 1911년부터 1918년까지 20개 이상의 도루를 기록했다. 1910년과 1911년, 1913년에는 애슬레틱스 소속으로, 1918년에는 레드삭스 소속으로 월드 시리즈 우승을 경험했다.